# کالیمانتسه
کالیمانتسه (به صربی: Kalimance) یک منطقهٔ مسکونی در صربستان است که در ولادیچین خان واقع شده‌است. کالیمانتسه ۱۰۸ نفر جمعیت دارد.